# 11129 Хаятіне
11129 Хаятіне (11129 Hayachine) — астероїд головного поясу, відкритий 14 листопада 1996 року.
Тіссеранів параметр щодо Юпітера — 3,391.